# Ropice (zámek)
Ropice je barokní zámek ve stejnojmenné obci v okrese Frýdek-Místek v Moravskoslezském kraj. Zámek byl postaven kolem roku 1700 na místě renesanční tvrze. V roce 1958 byl prohlášen kulturní památkou, ale i přesto postupně zpustl a jeho vybavení bylo rozkradeno. Chátrání pokračovalo i po roce 1989, kdy jej dostaly restituentky, které jej spekulativně prodaly developerské firmě. V roce 2009 byl zámek silně poškozen povodní, kdy se propadla střední část zámku. V roce 2011 byl zakoupen v exekuční dražbě a započala jeho obnova. V současnosti (červenec 2023) je zámek na prodej.

## Historie
Ves je poprvé uváděna roku 1305. Renesanční tvrz, která stávala na místě zámku nechali v 15. století postavit Sobkové z Kornic. Poprvé je zmiňována roku 1523 za Václava Sobka Kornic a na Ropice. Členové rodu se v 15. a 16. století začali psát z Kornic a z Ropice. Poslední majitel byl Rudolf Sobek z Kornic a na Ropici († 1693). Jako majitel byl uváděn také Maxmilián Prohel z Bravantic (německy Brosdorf).
Kolem roku 1700 nabyl panství Filip Kasper VII. baron von Saint-Genois (1667–1724), po jehož smrti zdědila statek vdova Anna Marie dcera Mikuláše Gureckého z Kornic a na Chotěbuzi, Hradišti a Lhotě a Evy Judity z rodu Wilamowských z Kojkovic. Ta v roce 1726 prodala Ropici za 12000 zlatých svému synovi Jiřímu Kašparovi baronu Saint-Genois, který panství vlastnil do roku 1774. Poté jej zdědil Karel baron pán Saint-Genois, který jej v roce 1785 prodal Gabriele sv. paní Celestové rozené Skrbenské z Hříště. V roce 1810 dal tehdejší majitel Karel Bedřich svobodný pán Celesta z Celestinu stávající barokní zámek přestavět v klasicistickém stylu. Během přestavby byl u zámku založen park. Po smrti Zoe svobodné paní Mattencloit (13. února 1862) panství zdědil Emanuel baron Spens-Boden. v roce 1926 statek se zámkem patřil Heřmanu Küenburg-Spens. V majetku Küenburgů setrval až do roku 1945.
Od roku 1945 byla na zámku umístěna česko-polská mateřská školka, která zde fungovala až do roku 1961. Poté zámek převzal státní statek Hnojník a využíval ho jako byty pro zaměstnance. V 70. letech byl pokus zámek vyškrtnou z registru památek a přestavět jej na byty, což nebylo povoleno. Kvůli absenci údržby zámek chátral a v roce 1972 byl zcela opuštěn. V místnostech prvního patra byly chována domácí zvířata (slepice, holubi a pes). Zámek postupně chátral, zbytek vybavení byl postupně rozkrádán a ničen vandaly. Ukradeny byly všechny kachlová kamna, barokní mříže a zábradlí, kamenná dlažba, obložky dveřník rámů a byl také vysekán kamenný bosovaný portál.
Po roce 1989 byl zámek přidělen jako náhradní restituce dvěma restituentkám – Marii Galiové a Evě Papřokové, které ho dostaly jako náhradu za dluh státního statku. Nové majitelky, ale neměly o obnovu zámku zájem a snažily se ho spekulativně prodat. Zchátralý zámek v roce 2006 koupila developerská firma Exakta Management, která ho měla opravit. Záměrem firmy bylo zde vybudovat komplex s pětihvězdičkovým luxusním hotelem, 56 apartmány a 165 vilkami a domy. To se však nestalo a zámek dál pustl. Během povodně 22. června 2009 se zřítila střední část zámku. Obecní úřad hodlal požádat o vyškrtnutí zámku ze seznamu kulturních památek, aby mohl budovu strhnout, protože v tehdejším stavu ohrožoval své okolí.
Dne 30. prosince 2010 zámek v exekuční dražbě odkoupily dvě společnosti z Ostravska (Autos-Ozonia, s. r. o. a Gabriela Celesta s. r. o.), které v dubnu 2011 započaly s rekonstrukcí celého objektu. Spolumajitelem zámku se stal podnikatel Pavel Šmíra, který se již podílel na záchraně a obnově řady památek. Na začátku roku 2012 dělníci odstranili zřícenou střechu a objekt provizorně zastřešili. Při odklízení sutin se podařilo najít ve sklepení studnu. Do června 2012 se povedlo provést rekonstrukci průčelí zámku. Celá rekonstrukce probíhala ve spolupráci s Národním památkovým ústavem v Ostravě. Na podzim 2013 prošla rekonstrukcí i střecha sousední sýpky. Podařilo se vymodelovat a omítnout klenby v přízemí zámecké budovy a také vyměnit krovy u sýpky. Obnova celého areálu sebou přinesla řadu dalších problémů, např. hospodářské budovy v areálu stále obývali nájemníci někdejšího státního statku, kteří neměli smlouvy a od restituce v polovině devadesátých let nikomu neplatili nájem. Do konce roku 2016 byly odstraněny mladší přístavby k zámku a úpravou prošly i interiéry včetně nových omítek a vytvoření replik štukových prvků stropů. Stavba dostala novou fasádu včetně replik původních štukových dekorativních prvků a byla osazena nová okna.
V roce 2021 byl zámek a přilehlé pozemky dán na prodej.

## Stavební podoba
Zámek tvoří jednopatrová stavba obdélníkového půdorysu. Na zadní straně do dvora bylo přistavěno stejně vysoké křídlo, určené pro služebnictvo. Fasáda hlavní poschoďové budovy je na čelní straně členěna řadou pilastrů na soklech, které jsou zakončeny bohatě zdobenými hlavicemi. Bohatou ornamentální výzdobu mají též okenní šambrány přízemí i prvního patra.
V areálu zámku se nachází sýpka z počátku 19. století a drobná hospodářská stavba z přelomu 18. a 19. století s fasádou ve formě zjednodušené fasády zámku. V areálu je dále pozdně barokní dům čp. 151 z přelomu 18. a 19. století.

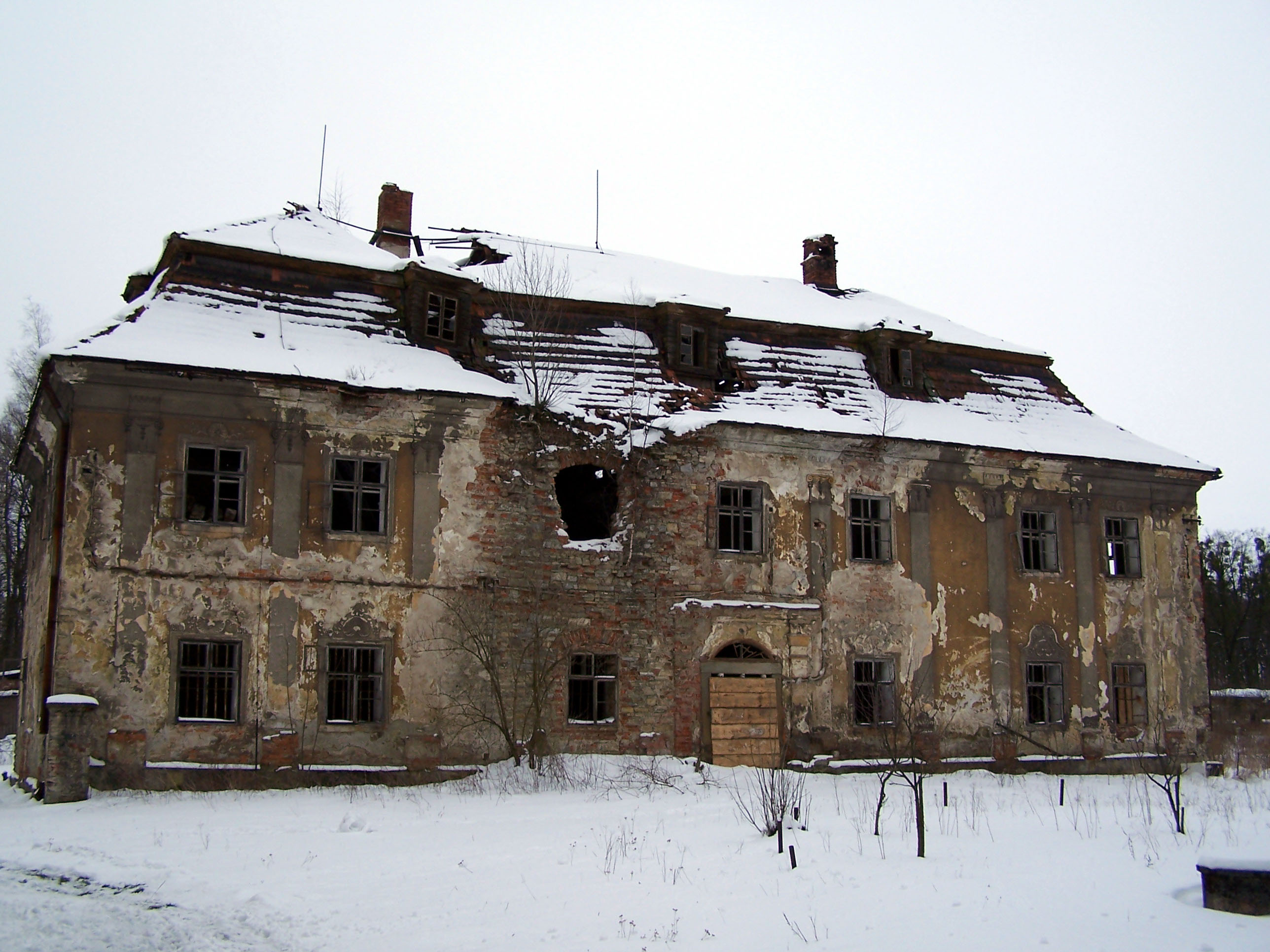
Chátrající zámek (2007)
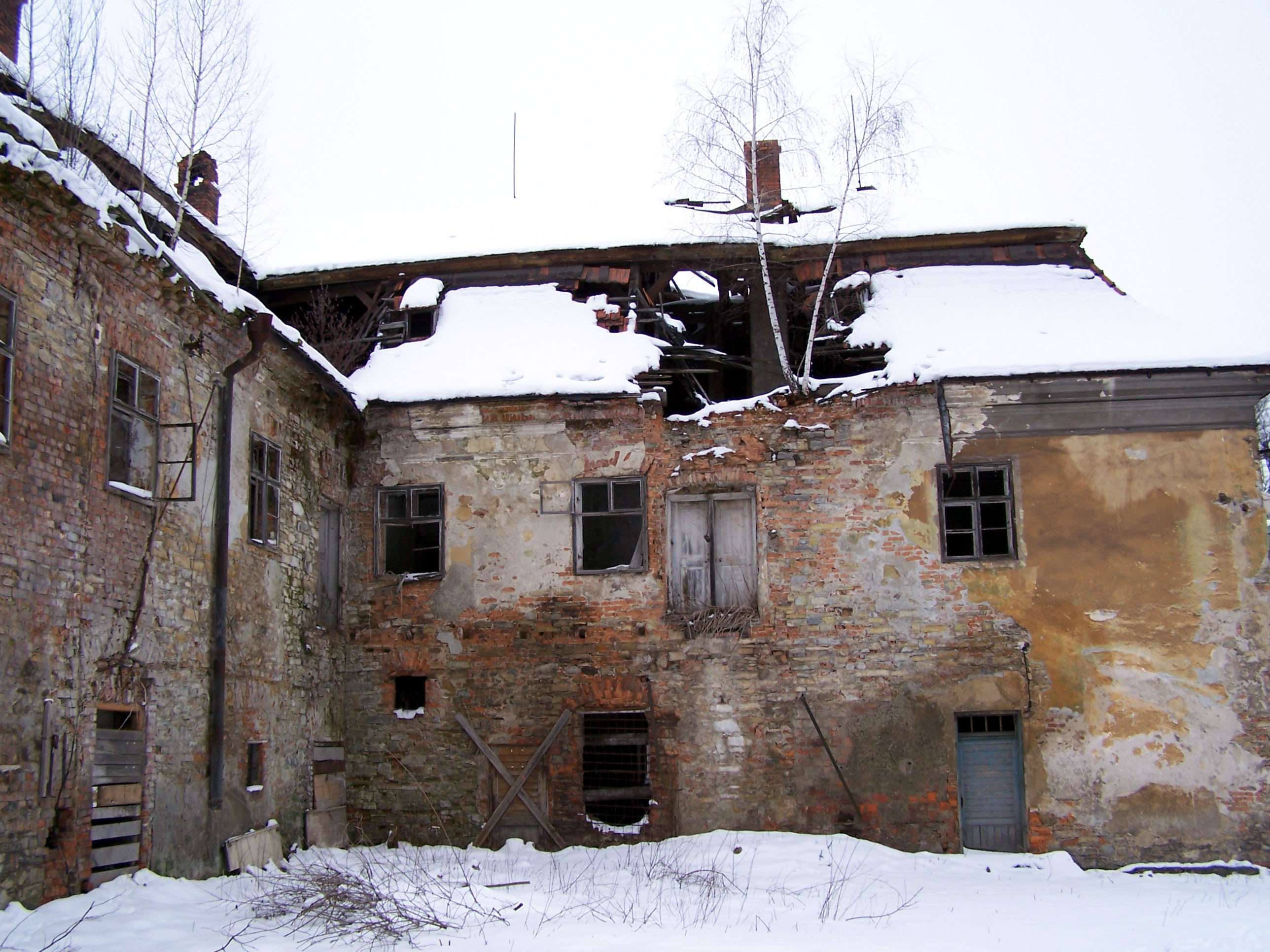
Křídlo pro služebnictvo (2007)
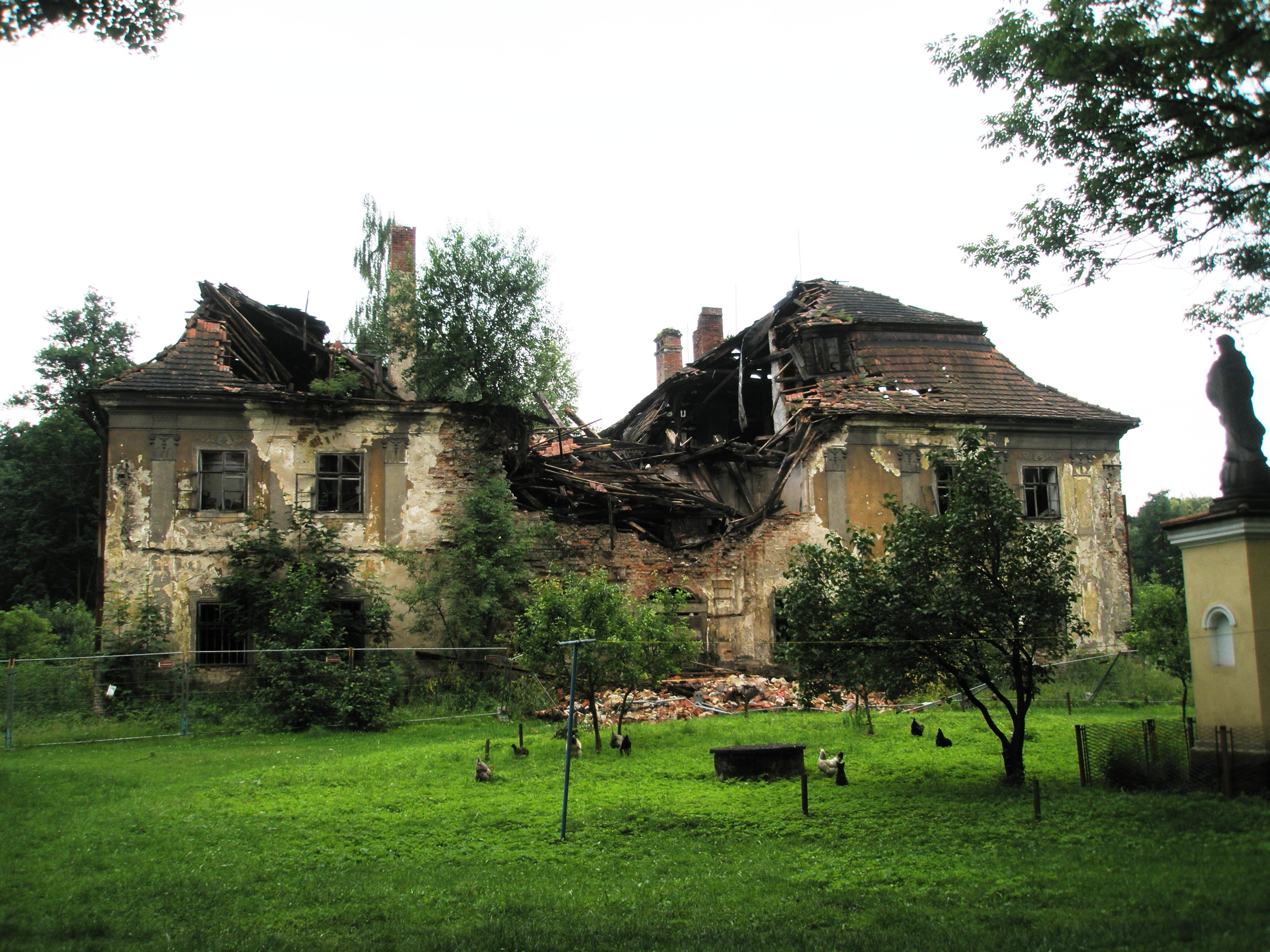
Stav zámku po povodni (2009)
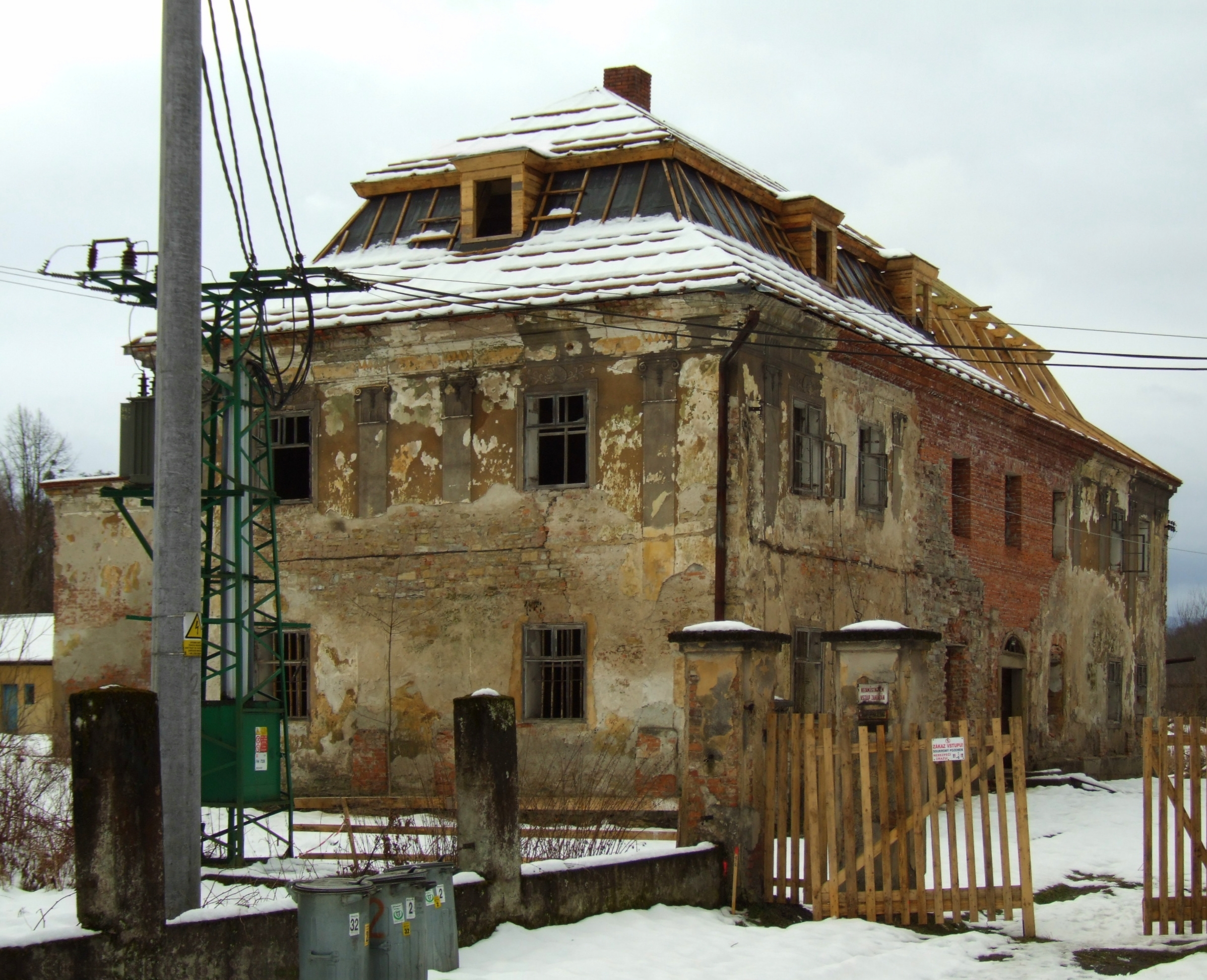
Během rekonstrukce (2012)
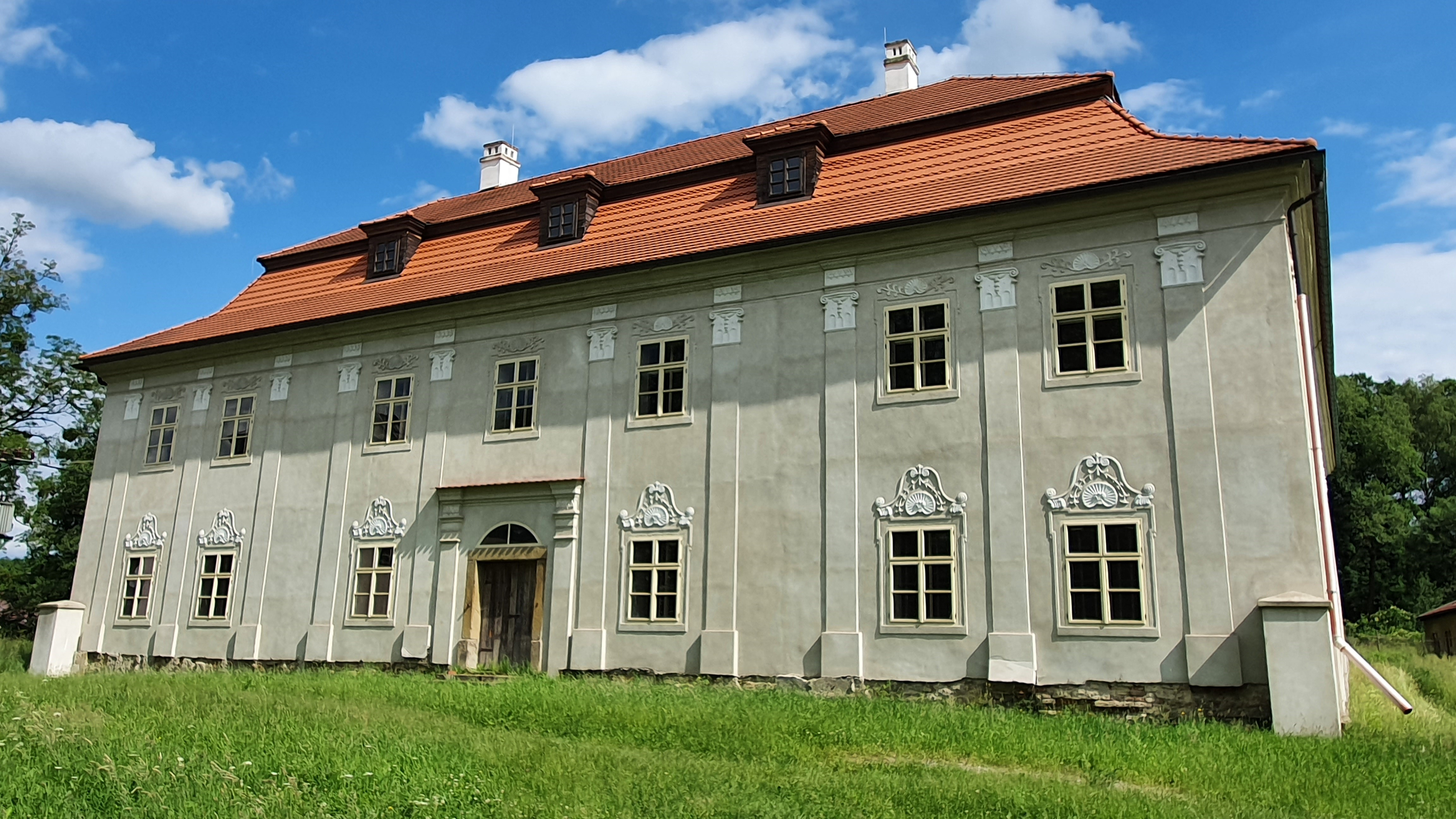
Během rekonstrukce (2022)
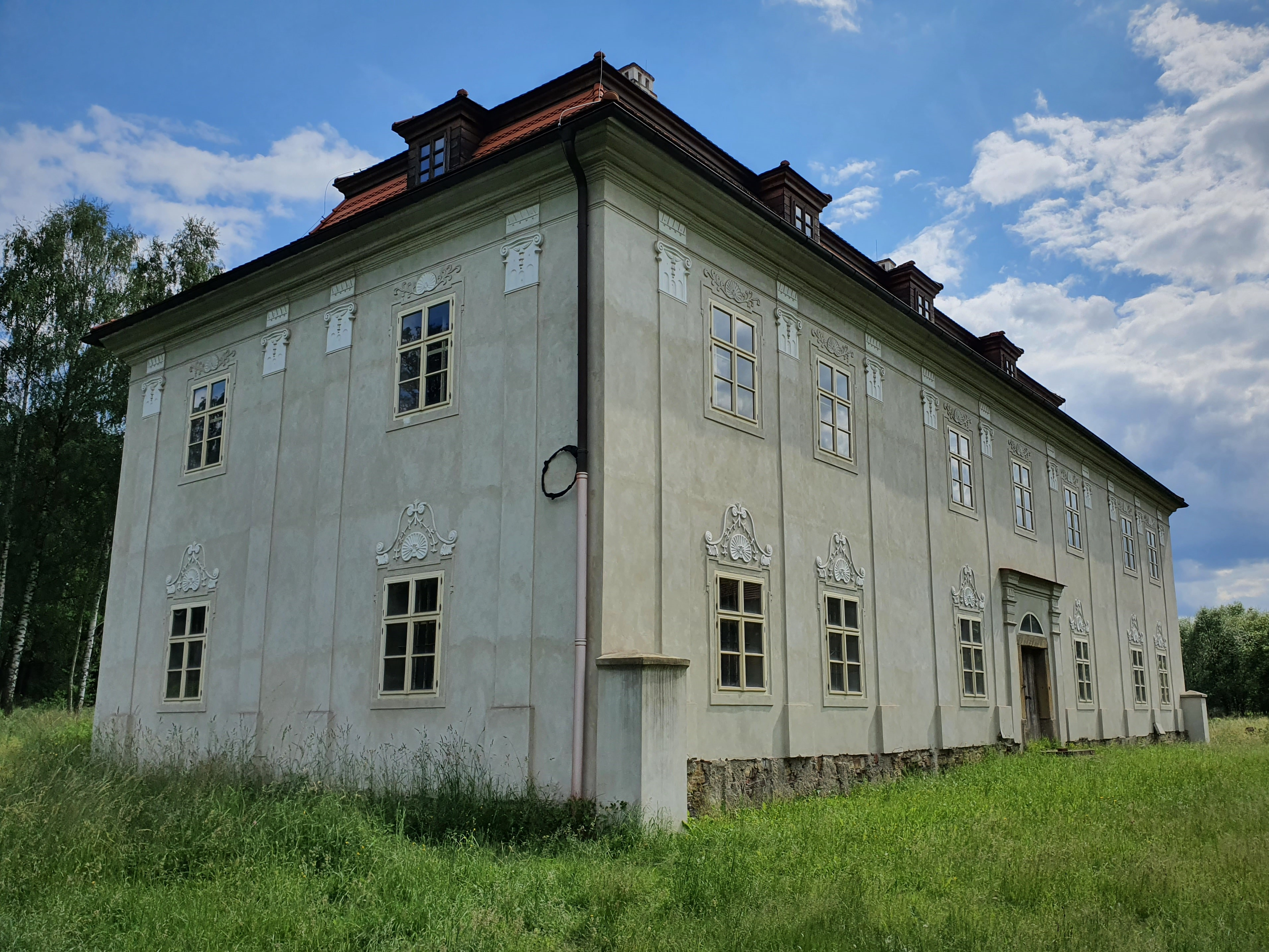
Během rekonstrukce (2022)